# X: Rebirth
X Rebirth è un videogioco di simulazione spaziale sviluppato dalla Egosoft e pubblicato nel novembre del 2013 dalla Deep Silver. È il settimo capitolo della serie di videogiochi X, subito dopo X³: Albion Prelude del 2011, come nuovo sequel dell'ultimo titolo della serie. Il gioco è disponibile per i sistemi operativi Microsoft Windows e Linux. Il direttore della Egosoft Bernd Lehahn ha dichiarato che X Rebirth, per la sua particolare modalità di gioco, non sarà reso disponibile per le console.
Il gioco è stato giudicato negativamente dalla critica ed ha avuto un lancio molto travagliato; nella sua prima versione presentava molti bug e problemi. Al 23 marzo 2014 X Rebirth ha ricevuto 25 patch ma rispetto ai precedenti successi è considerato come una delusione, tanto da essere etichettato come il peggior gioco della serie. Il 21 dicembre del 2014 X Rebirth è arrivato alla versione 3.0 ed è disponibile il primo DLC chiamato "The Teladi Outpost". Il 25 Febbraio 2016 viene invece distribuito il DLC "Home of Light", assieme ad una patch gratuita, che fa progredire il gioco alla versione 4.0.